# Ilovitsa
Ilovitsa (en macédonien Иловица) est un village du sud-est de la Macédoine du Nord, situé dans la municipalité de Bosilovo. Le village comptait 1907 habitants en 2002.

## Démographie
Lors du recensement de 2002, le village comptait :
- Macédoniens : 1 611
- Turcs : 239
- Roms : 19
- Serbes : 1
- Autres : 37